# Сахалин (волейбольный клуб)
Сахали́н — российская женская волейбольная команда из Южно-Сахалинска.

## Достижения
- 3-кратный победитель Кубка Сибири и Дальнего Востока — 2017, 2018, 2019.
  - серебряный (2015) и бронзовый (2016) призёр Кубка Сибири и Дальнего Востока.

## История
Женская волейбольная команда «Сахалин» создана в сентябре 2012 года и решением Исполкома ВФВ допущена к участию в чемпионате России среди команд высшей лиги «А» вместо расформированной команды «Самородок» (Хабаровск). До этого никогда ни одна из команд Сахалинской области не была участником ни чемпионата России, ни чемпионата СССР по волейболу.
В Южно-Сахалинск из Хабаровска переехал весь тренерский, руководящий и обслуживающий состав прекратившего существование «Самородка». Вместе с ними прибыли и четыре волейболистки: А.Немцева, Ю.Арефьева, Е.Попова и Я.Попова. Кроме них изъявили желание выступать за «Сахалин» Е.Потапова (из «Тюмени»-ТюмГУ), В.Горенко, Ю.Гильманова (обе из также расформированного пензенского «Университета-Визита»), А.Штадлер, Н.Остроухова (из «Хара Морина»), Е.Шубко (из челябинского «Автодора-Метара»), Я.Арутюнян (из липецкого «Индезита»), Т.Невидимова (из красноярского «Енисея»), а также две сербские волейболистки — А.Терзич и И.Остоич, ранее игравшие за различные европейские команды.
Вновь образованная команда тяжело начала чемпионат и к концу первого круга занимала место в самом низу турнирной таблицы. На результате сказывалась недостаточная сыгранность волейболисток. Во втором же круге «Сахалин» значительно усилил игру и смог финишировать на высоком 5-м месте, причём до последних туров претендовал на попадание в тройку призёров.
В чемпионате 2013/14 «Сахалин» повторил свой результат дебютного сезона, также заняв 5-е место.
Сезон 2014—2015 сахалинская команда закончила на втором месте в высшей лиге «А» и получила право на выход в суперлигу, но неясная на тот момент ситуация вокруг клуба вынудила руководство отказаться от повышения в классе. Позже, заручившись поддержкой нового губернатора области Олега Кожемяко, «Сахалин» всё же подал заявку на переход в суперлигу, но руководством Всероссийской федерации волейбола эта заявка удовлетворена не была.
Летом 2015 волейбольный клуб вошёл в структуру профессионального спортивного клуба «Сахалин». В чемпионате 2015/2016 среди команд высшей лиги «А» сахалинские волейболистки весь сезон боролись за первенство с череповецкой «Северянкой», которую на финише турнирной гонки смогли опередить и, заняв первое место, обеспечили себе выход в суперлигу отечественного женского волейбола.
Дебют среди сильнейших команд России сложился для самой восточной команды России непросто. Свою первую победу «Сахалин» одержал лишь в 5-м матче, а всего в 10 играх, прошедших со старта чемпионата, островитянки проиграли 9 раз. Тем не менее удачная игра во второй половине первенства (5 побед в 8 матчах) позволила «Сахалину» выйти в плей-офф, где в четвертьфинальном раунде он дважды уступил московскому «Динамо» 1:3 и 0:3 (оба матча по взаимной договорённости прошли в Москве). Итогом сезона для дебютанта стало 7-е место.
В следующем чемпионате (2017—2018) «Сахалин» повторил свой результат, заняв 7-е место. В межсезонье основной состав команды претерпел практически полное обновление (от предыдущего состава остались лишь две волейболистки — Т.Зайцева и М.Диброва).
По итогам чемпионата 2019/20 «Сахалин» показал свой лучший результат за 4 года выступлений в суперлиге — 6-е место. В июне 2020 руководство клуба объявило о том, что из-за сокращения финансирования команда покидает суперлигу и следующий сезон проведёт в высшей лиге «А».
Перед стартом сезона 2021/22 по финансовым причинам «Сахалин» покинул высшую лигу «А» и был заявлен в высшую лигу «Б» чемпионата России. В 2023 «островитянки» первенствовали в третьем по значимости дивизионе и вернулись в высшую лигу «А».   

## Выступления в чемпионате России
| Сезон   | Лига                  | Место | И  | В  | П  | С/П    |
| ------- | --------------------- | ----- | -- | -- | -- | ------ |
| 2012/13 | Высшая лига «А» (II)  | 5-е   | 40 | 23 | 17 | 86:66  |
| 2013/14 | Высшая лига «А» (II)  | 5-е   | 40 | 25 | 15 | 91:66  |
| 2014/15 | Высшая лига «А» (II)  | 2-е   | 32 | 24 | 8  | 79:36  |
| 2015/16 | Высшая лига «А» (II)  | 1-е   | 28 | 25 | 3  | 81:13  |
| 2016/17 | Суперлига (I)         | 7-е   | 26 | 8  | 18 | 35:62  |
| 2017/18 | Суперлига (I)         | 7-е   | 27 | 9  | 18 | 38:65  |
| 2018/19 | Суперлига (I)         | 9-е   | 28 | 11 | 17 | 43:64  |
| 2019/20 | Суперлига (I)         | 6-е   | 18 | 10 | 8  | 37:33  |
| 2020/21 | Высшая лига «А» (II)  | 4-е   | 36 | 17 | 19 | 70:69  |
| 2021/22 | Высшая лига «Б» (III) | 3-е   | 40 | 36 | 4  | 112:26 |
| 2022/23 | Высшая лига «Б» (III) | 1-е   | 40 | 37 | 3  | 115:22 |
| 2023/24 | Высшая лига «А» (II)  | 5-е   | 54 | 29 | 25 | 107:95 |
| 2024/25 | Высшая лига «А» (II)  | 6-е   | 52 | 32 | 20 | 107:77 |

## Арена
Домашней ареной команды является волейбольный центр «Сахалин», построенный в 2014 году. Адрес в Южно-Сахалинске: улица Горького, 7/3. Резервная арена: дворец спорта «Кристалл» (улица Горького, 29).

## Клуб
Профессиональный спортивный клуб «Сахалин» был образован в 2014 году и объединил три клуба по игровым видам спорта — женский волейбольный, мужской хоккейный и мужской баскетбольный. 
Директор ПСК «Сахалин» — Николай Стерничук.

## Сезон 2024—2025
- Пришли: С.Ерлыкова («Северянка»), О.Иванова, Е.Гошева (обе — «Муром»), Е.Зиновьева, В.Шарапанова (обе — «Уфимочка-УГНТУ»), К.Иванова («Динамо-Анапа»), А.Поспелова («Атом-Курск»), А.Кочеткова («Гянджа», Азербайджан).
- Ушли: А.Шишкина, Е.Соколова, А.Тимофеева, Е.Тимофеева, Д.Федосеева, К.Кашина, С.Бухановская, А.Дмитриева, А.Галстян, А.Семёнова, Д.Потапова.

### Состав
| №  | Имя, фамилия                | Год рождения | Рост | Амплуа      | Гражданство |
| -- | --------------------------- | ------------ | ---- | ----------- | ----------- |
| 1  | Мария Свитлик               | 2008         | 183  | нападающая  | Россия      |
| 3  | Светлана Чеснокова          | 1987         | 191  | центральная | Россия      |
| 4  | Светлана Ерлыкова           | 2000         | 185  | нападающая  | Россия      |
| 7  | Елизавета Гошева            | 2002         | 185  | нападающая  | Россия      |
| 8  | Олеся Иванова               | 1998         | 185  | нападающая  | Россия      |
| 9  | Арина Шлапакова             | 2001         | 185  | центральная | Россия      |
| 10 | Анна Черницова              | 2003         | 160  | либеро      | Россия      |
| 11 | Валерия Шарапанова          | 2002         | 186  | центральная | Россия      |
| 12 | Дарья Туркина               | 2008         | 178  | связующая   | Россия      |
| 14 | Кира Иванова                | 2001         | 185  | нападающая  | Россия      |
| 15 | Екатерина Зиновьева         | 2002         | 185  | центральная | Россия      |
| 16 | Руслана Царёва              | 2001         | 180  | нападающая  | Россия      |
| 17 | Арина Кочеткова             | 1993         | 180  | нападающая  | Россия      |
| 18 | Анастасия Гергерт (Иванчук) | 2000         | 182  | связующая   | Россия      |
| 19 | Таисия Дробышева            | 2009         | 183  | центральная | Россия      |
| 20 | Анна Поспелова              | 1995         | 174  | либеро      | Россия      |

- Главный тренер — Олег Ляпугин.
- Старший тренер — Сергей Савранчук.
- Тренер — Антон Иванов.

- Начальник команды — Анна Тележук.